# 한번 더
〈한 번 더〉(일본어: もう一度  모이치도[*])는 일본의 가수 쿠라키 마이의 36번째 CD 싱글로 2011년 5월 25일에 노던 뮤직에서 발매되었다.
악곡은 도카이 TV의 드라마 《안개에 사는 악마》 주제가.
싱글반은 초회한정반과 통상반의 2형태로의 발매, 게다가 팬 클럽 회원과 Musing 회원 한정으로 발매되는 Musing&FC반도 포함하며, 실질적으로 3형태로의 발매가 된다. 자켓도 각각 다르다. 초회한정반에는 특전으로 쿠라키 디자인에 의한 오리지널 프로미스 링(전체 3종)이 봉입되어있다. 인스트루멘탈을 제외한 수록곡이 1곡만인 것은 쿠라키의 싱글로는 처음이다.

## 싱글 수록곡
| #            | 제목                        | 작사         | 작곡 · 편곡     | 재생 시간 |
| ------------ | --------------------------- | ------------ | --------------- | --------- |
| 1.           | 〈한 번 더〉 (もう一度)     | 쿠라키 마이  | 타지리 히로이치 | 3:57      |
| 2.           | 〈한 번 더 (Instrumental)〉 |              |                 | 3:54      |
| 총 재생 시간 | 총 재생 시간                | 총 재생 시간 | 총 재생 시간    | 7:51      |

## 수록 음반
- OVER THE RAINBOW
- MAI KURAKI BEST 151A -LOVE & HOPE-